# Теорема Майерса — Стинрода
Теорема Майерса — Стинрода — пара тесно связанных классических утверждений о группе изометрий риманова многообразия.

## Формулировка
Любая изометрия между римановыми многообразиями является гладкой и сохраняет метрический тензор. 
Более того группа изометрий риманова многообразия является группой Ли.

## Замечание
Первое утверждение можно переформулировать следующим образом:
Метрика на римановом многообразии позволяет однозначно восстановить гладкое многообразие и метрический тензор

## История
Теорема названа в честь Сумнера Майерса и Нормана Стинрода, доказавших её в 1939 году. 
Более простое доказательство было найдено Ричардом Пале в 1957 году.

## Вариации и обобщения
- Группа изометрий конечномерного полного пространства с ограниченной снизу кривизной в смысле Александрова также является группой Ли.[1]